# Riccardo Patrese
Riccardo Gabriele Patrese (* 17. April 1954 in Padua) ist ein ehemaliger italienischer Automobilrennfahrer. Er startete zwischen 1977 und 1993 in der höchsten Motorsportklasse Formel 1 für namhafte Teams wie Brabham und Williams. Patrese gewann sechs Große Preise und wurde 1992 Vizeweltmeister. Bis 2008 war er mit 256 Grand-Prix-Teilnahmen der Fahrer mit den meisten Starts in der Formel 1, bevor er von Rubens Barrichello übertroffen wurde.

## Karriere

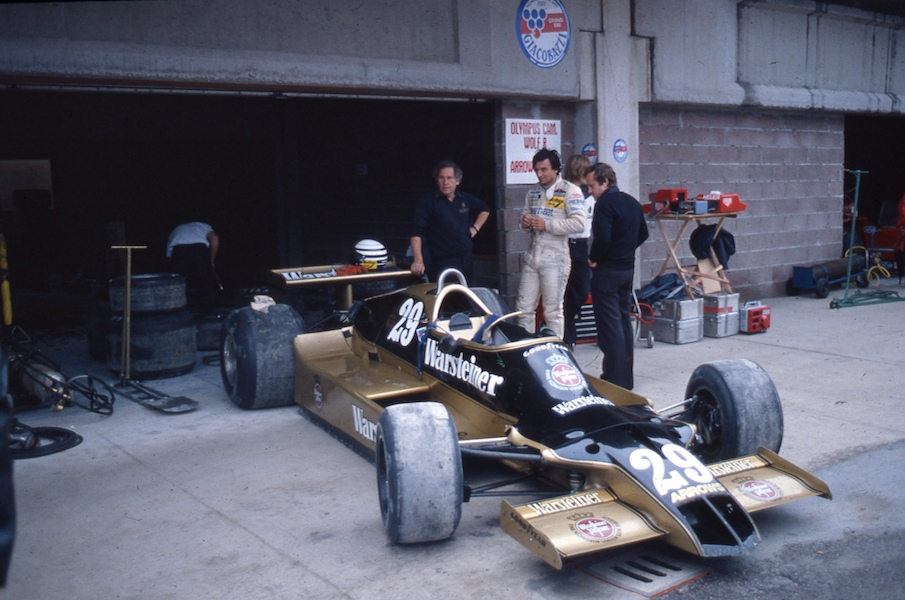
Patrese 1979 mit seinem Arrows A1 in Imola

Patrese begann bereits im Kindesalter mit Kartrennen, wurde in dieser Disziplin 1973 Team-Europameister und 1974 Weltmeister. Neben dem Studium der Politikwissenschaften führte er parallel seine Rennkarriere weiter.
Patrese stieg in die Formel 3 auf und wurde 1976 Europameister und italienischer Meister in dieser Klasse. 1977 fuhr er in der Formel 2 und debütierte am 22. Mai desselben Jahres in der Formel 1 beim Großen Preis von Monaco im Shadow-Team von Don Nichols, in dem er den neunten Platz belegte. Wegen seiner Einsätze in der Formel 2 konnte er nicht alle Rennen bestreiten, beim Großen Preis von Japan in Fuji erzielte er aber seinen ersten Weltmeisterschaftspunkt.
Sein zweites Jahr in der Formel 1 wurde turbulent. Ehemalige Mitarbeiter des Shadow-Teams gründeten Arrows und verpflichteten Patrese als Fahrer. Der neue Arrows FA1 erwies sich als hervorragend und Patrese führte im zweiten Rennen für das neue Team im Großen Preis von Südafrika überlegen, bis ihn ein Motorschaden 15 Runden vor Schluss um den Sieg brachte. Der zweite Platz in Schweden folgte, doch danach wandte sich die Saison für Patrese zum Negativen. Zahlreiche Stimmen kritisierten seinen äußerst aggressiven und bisweilen rücksichtslosen Fahrstil. Im Sommer folgte ein von Shadow-Boss Don Nichols angestrengter Prozess, der Arrows beschuldigte, sein Auto nachgebaut zu haben. Arrows verlor und musste ein neues Auto bauen, das bei Weitem nicht so konkurrenzfähig war.

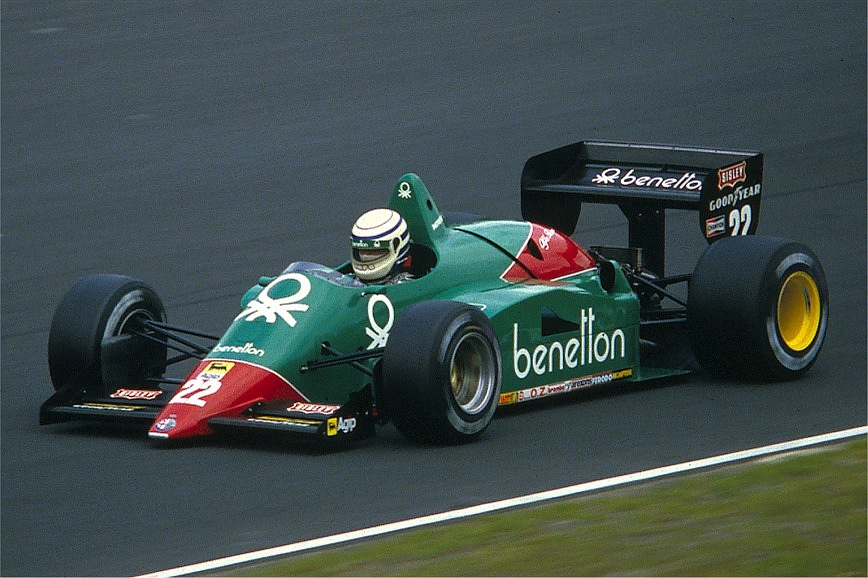
Patrese im Alfa Romeo 184T, GP Deutschland 1985

Am 10. September 1978 kam es beim Großen Preis von Italien in Monza zu einer Massenkollision, die den Schweden Ronnie Peterson das Leben kostete. Der Rennleiter Gianni Restelli gab den Grand Prix nach der Aufwärmrunde frei, noch weit bevor alle hinteren Rennwagen standen. Peterson befand sich als Qualifikations-Fünfter an der Schnittstelle beider Lager. Durch den Geschwindigkeitsüberschuss schloss das Mittelfeld rasch zu ihm auf, es bildete sich ein Pulk, am Ende der Zielgerade drückte Patrese nach riskantem Überholmanöver James Hunt beim Einscheren nach links, dadurch touchierte Hunt Petersons Hinterreifen. Daraufhin brach das Auto des WM-Zweiten aus und krachte in die Leitplanke. Gegen Rennleiter Restelli, der mit seiner verfrühten Startfreigabe die Tragödie auslöste, und gegen Patrese, dem Hunt und Lauda die Schuld für die Kollision gaben, erhob die Staatsanwaltschaft Anklage wegen Totschlags. Beide wurden freigesprochen. Für Patreses Karriere war diese Angelegenheit ein schwerer Rückschlag, und es dauerte lange, bis sein Ruf wiederhergestellt war. Zwei schwache Jahre bei Arrows folgten, erst 1981 gelang ihm der Anschluss an die Spitze, unter anderem mit seiner ersten Pole-Position.
1982 heuerte Patrese bei Bernie Ecclestones Brabham-Team an. Im Laufe des Jahres wurden erstmals die leistungsstarken BMW-Turbomotoren eingesetzt, deren Zuverlässigkeit jedoch anfangs noch sehr zu wünschen übrig ließ. Immerhin gewann Patrese seinen ersten Grand Prix, den turbulenten Grand Prix von Monaco, bei dem zwei vor ihm liegende Fahrer in der letzten Runde mit Treibstoffmangel liegen blieben. 1983 gewann sein Teamkollege Nelson Piquet die Weltmeisterschaft, Patrese hingegen wurde oft durch Defekte um Spitzenplätze gebracht und gewann wieder nur ein Rennen. Er wechselte mit Ende des Jahres zu Alfa Romeo, erzielte jedoch in den folgenden zwei Jahren kaum brauchbare Resultate. Was mit großen Erwartungen begonnen hatte, endete mit dem Rückzug Alfas aus der Formel 1.
Patrese befand sich nun in einer Krise und seine weitere Karriere schien gefährdet. 1986 und 1987 kehrte er zu Brabham zurück, ohne nennenswerte Erfolge zu erzielen, bis er Ende 1987 zu Williams geholt wurde. Damit begann seine Renaissance und der gute Testpilot hatte maßgeblichen Anteil am Wiederaufstieg des Williams-Teams, das mit Renault ab 1989 einen neuen Werkspartner hatte. War das Übergangsjahr 1988 noch eher wechselhaft, so belegte er 1989 zahlreiche Podestplätze und errang als Zweitplatzierter hinter seinem Teamkollegen Thierry Boutsen in Kanada einen Doppelsieg für sein Team. Am Ende wurde Patrese WM-Dritter und konnte Boutsen nach Punkten schlagen, obwohl dieser zwei Rennen gewonnen hatte.

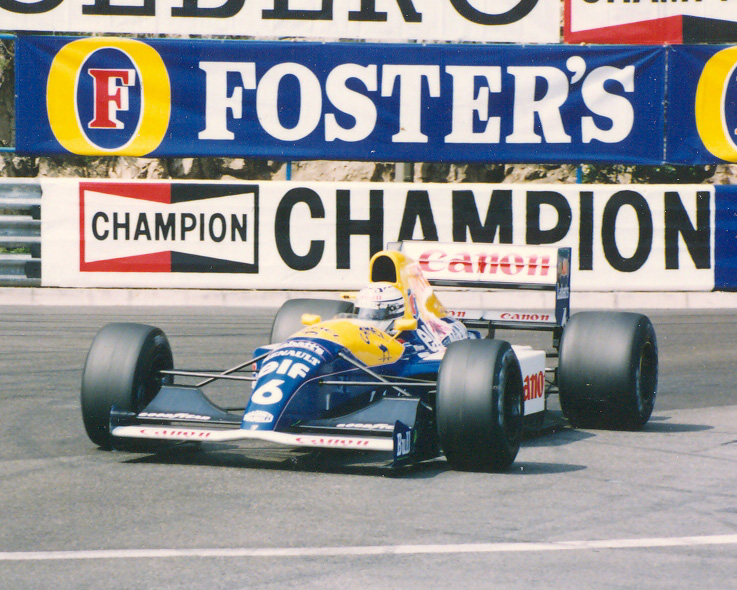
Patrese im Williams FW14, GP Monaco 1991

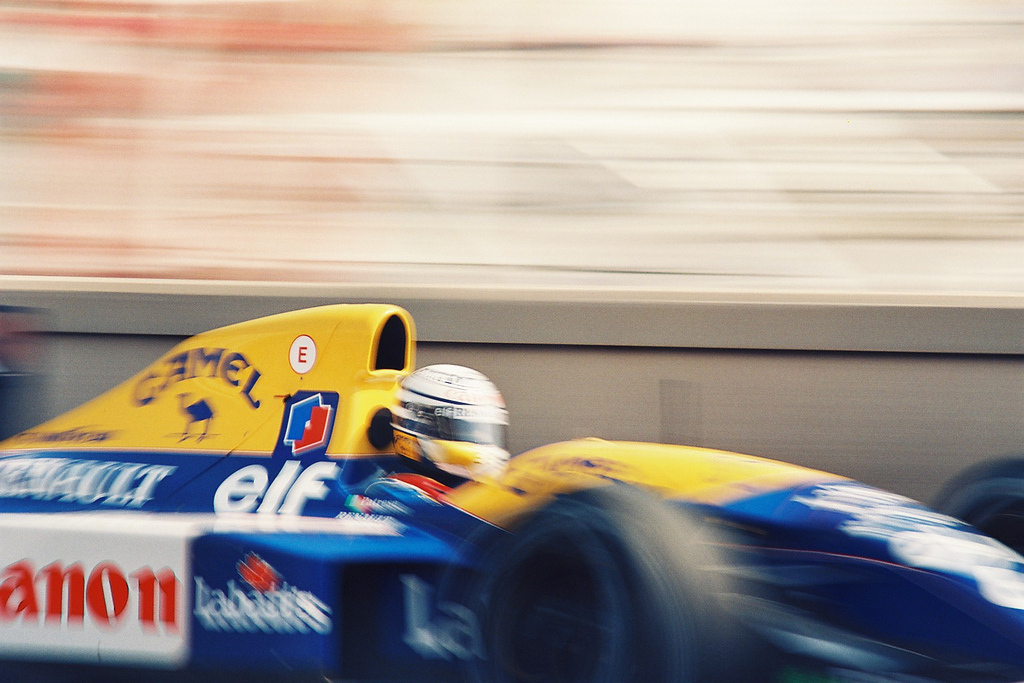
Patrese im Williams FW14B beim Großen Preis von Monaco 1992

1990 gewann Patrese nach knapp sieben Jahren wieder einen Grand Prix, namentlich in San Marino. Er errang keinen weiteren Podestplatz und belegte am Ende Rang 7 in der Fahrerwertung. Trotzdem blieb er für 1991 bei Williams an Bord, während Boutsen, der auch ein Rennen gewonnen und Patrese diesmal nach Punkten geschlagen hatte, Nigel Mansell weichen musste. In der ersten Hälfte der neuen Saison überstrahlte Patrese den Briten entgegen allen Erwartungen mit zwei Siegen und vier Pole-Positions, musste sich Mansell letztlich aber nach Punkten geschlagen geben und wurde WM-Dritter. 1992 wurde Patrese im überlegenen Williams FW14B sogar Vizeweltmeister, stand aber deutlich im Schatten seines Teamkollegen, der nach Belieben dominierte und mit dem bis dahin größten Punktevorsprung der Formel-1-Geschichte die Weltmeisterschaft gewann.
Für 1993 erwartete Mansell, weiter im Team zu verbleiben und den Erfolg des Jahres 1992 zu wiederholen. Frank Williams nahm allerdings im Sommer 1992 den ehemaligen Weltmeister Alain Prost für die neue Saison unter Vertrag. Mansell, der Prost als zumindest ebenbürtigen Konkurrenten empfand und seine Chancen auf einen zweiten Titel gefährdet sah, kündigte daraufhin im Spätsommer 1992 seinen Rücktritt an. Williams verlor damit einen aktuellen Weltmeister (1993 wiederholte sich dies mit Prost). Williams bot Patrese sodann für 1993 sein zweites Cockpit an. Patrese hatte zu diesem Zeitpunkt allerdings bereits bei Benetton unterschrieben, wo er 1993 Teamkollege des jungen Michael Schumacher wurde. Da er dort in dessen Schatten stand, wurde sein Vertrag mit Jahresende aufgelöst, und so verließ er nach 256 Großen Preisen die Formel 1.
Nach einigen Einsätzen bei Tourenwagen- und Sportwagenrennen, wo er schon früher für Lancia erfolgreich an den Start gegangen war, endete seine Karriere als Rennfahrer.

## Statistik

### Karrierestationen
| - 1965–1974: Kartsport - 1975: Formula Italia (Platz 2) - 1976: Italienische Formel 3 (Meister) - 1976: Europäische Formel 3 (Meister) - 1977: Formel 2 (Platz 4) - 1977: Formel 1 (Platz 20) - 1978: Formel 1 (Platz 12) - 1978: Formel 2 - 1979: Formel 1 (Platz 20) - 1980: Formel 1 (Platz 9) - 1980: Sportwagen-WM | - 1981: Formel 1 (Platz 11) - 1982: Formel 1 (Platz 10) - 1982: Sportwagen-WM (Platz 2) - 1983: Formel 1 (Platz 9) - 1983: Sportwagen-WM (Platz 17) - 1984: Formel 1 (Platz 13) - 1984: Sportwagen-WM (Platz 31) - 1985: Formel 1 - 1985: Sportwagen-WM (Platz 14) - 1986: Formel 1 (Platz 17) - 1987: Formel 1 (Platz 13) | - 1987: Tourenwagen-WM - 1988: Formel 1 (Platz 11) - 1989: Formel 1 (Platz 3) - 1990: Formel 1 (Platz 7) - 1991: Formel 1 (Platz 3) - 1992: Formel 1 (Platz 2) - 1993: Formel 1 (Platz 5) - 1995: STW (Platz 35) - 2005: Grand Prix Masters (Platz 3) - 2006: Grand Prix Masters (Platz 8) |

### Statistik in der Automobil-/Formel-1-Weltmeisterschaft

#### Grand-Prix-Siege
| - 1982: Monaco (Monte Carlo) - 1983: Südafrika (Kyalami) | - 1990: San Marino (Imola) - 1991: Mexiko (Mexiko-Stadt) | - 1991: Portugal (Estoril) - 1992: Japan (Suzuka) |

#### Gesamtübersicht
| Saison | Team                          | Chassis                       | Motor                   | Rennen | Siege | Zweiter | Dritter | Poles | schn. Rennrunden | Punkte | WM-Pos. |
| ------ | ----------------------------- | ----------------------------- | ----------------------- | ------ | ----- | ------- | ------- | ----- | ---------------- | ------ | ------- |
| 1977   | Shadow Racing Team            | Shadow DN8                    | Ford Cosworth 3.0 V8    | 9      | –     | –       | –       | –     | –                | 1      | 20.     |
| 1978   | Arrows Racing Team            | Arrows FA1 / A1               | Ford Cosworth 3.0 V8    | 14     | –     | 1       | –       | –     | –                | 11     | 12.     |
| 1979   | Warsteiner Arrows Racing Team | Arrows A1 / A2                | Ford Cosworth 3.0 V8    | 14     | –     | –       | –       | –     | –                | 2      | 20.     |
| 1980   | Warsteiner Arrows Racing Team | Arrows A3                     | Ford Cosworth 3.0 V8    | 14     | –     | 1       | –       | –     | –                | 7      | 9.      |
| 1981   | Ragno Arrows Beta Racing Team | Arrows A3 / A3B               | Ford Cosworth 3.0 V8    | 15     | –     | 1       | 1       | 1     | –                | 10     | 11.     |
| 1982   | Parmalat Racing Team          | Brabham BT49C / BT49D         | Ford Cosworth 3.0 V8    | 5      | 1     | 1       | 1       | –     | 1                | 19     | 10.     |
| 1982   | Parmalat Racing Team          | Brabham BT50                  | BMW 1.5 L4 Turbo        | 10     | –     | –       | –       | –     | 1                | 2      | 10.     |
| 1983   | Fila Sport Racing Team        | Brabham BT52 / BT52B          | BMW 1.5 L4 Turbo        | 15     | 1     | –       | 1       | 1     | 1                | 13     | 9.      |
| 1984   | Benetton Team Alfa Romeo      | Alfa Romeo 184T               | Alfa Romeo 1.5 V8 Turbo | 16     | –     | –       | 1       | –     | –                | 8      | 13.     |
| 1985   | Benetton Team Alfa Romeo      | Alfa Romeo 185T / 184T        | Alfa Romeo 1.5 V8 Turbo | 16     | –     | –       | –       | –     | –                | –      | —       |
| 1986   | Motor Racing Developments     | Brabham BT55                  | BMW 1.5 L4 Turbo        | 16     | –     | –       | –       | –     | –                | 2      | 17.     |
| 1987   | Motor Racing Developments     | Brabham BT56                  | BMW 1.5 L4 Turbo        | 15     | –     | –       | 1       | –     | –                | 6      | 13.     |
| 1987   | Canon Williams Honda Team     | Williams FW11B                | Honda 1.5 V6 Turbo      | 1      | –     | –       | –       | –     | –                | –      | 13.     |
| 1988   | Canon Williams Team           | Williams FW12                 | Judd 3.5 V8             | 16     | –     | –       | –       | –     | –                | 8      | 11.     |
| 1989   | Canon Williams Team           | Williams FW12C / FW13         | Renault 3.5 V10         | 16     | –     | 4       | 2       | 1     | 1                | 40     | 3.      |
| 1990   | Canon Williams Team           | Williams FW13B                | Renault 3.5 V10         | 16     | 1     | –       | –       | –     | 4                | 23     | 7.      |
| 1991   | Canon Williams Team           | Williams FW14                 | Renault 3.5 V10         | 16     | 2     | 2       | 4       | 4     | 2                | 53     | 3.      |
| 1992   | Canon Williams Team           | Williams FW14B                | Renault 3.5 V10         | 16     | 1     | 6       | 2       | 1     | 3                | 56     | 2.      |
| 1993   | Camel Benetton Ford           | Benetton B192B / B193 / B193B | Ford 3.5 V8             | 16     | –     | 1       | 1       | –     | –                | 20     | 5.      |
| Gesamt | Gesamt                        | Gesamt                        | Gesamt                  | 256    | 6     | 17      | 14      | 8     | 13               | 281    |         |

#### Einzelergebnisse
| Saison | 1   | 2   | 3   | 4   | 5   | 6   | 7   | 8   | 9   | 10  | 11  | 12  | 13  | 14  | 15  | 16 | 17 |
| ------ | --- | --- | --- | --- | --- | --- | --- | --- | --- | --- | --- | --- | --- | --- | --- | -- | -- |
| 1977   |     |     |     |     |     |     |     |     |     |     |     |     |     |     |     |    |    |
|        |     |     |     |     | 9   | DNF |     | DNF | DNF | 10* |     | 13* | DNF |     | 10* | 6  |    |
| 1978   |     |     |     |     |     |     |     |     |     |     |     |     |     |     |     |    |    |
|        | 10  | DNF | 6   | 6   | DNF | DNF | 2   | 8   | DNF | 9   | DNF | DNF | DNF |     | 4   |    |    |
| 1979   |     |     |     |     |     |     |     |     |     |     |     |     |     |     |     |    |    |
| DNS    | 9   | 11  | DNF | 10  | 5   | DNF | 14  | DNF | DNF | DNF | DNF | 13* | DNF | DNF |     |    |    |
| 1980   |     |     |     |     |     |     |     |     |     |     |     |     |     |     |     |    |    |
| DNF    | 6   | DNF | 2   | DNF | 8   | 9   | 9   | 9   | 14  | DNF | DNF | DNF | DNF |     |     |    |    |
| 1981   |     |     |     |     |     |     |     |     |     |     |     |     |     |     |     |    |    |
| DNF    | 3   | 7   | 2   | DNF | DNF | DNF | 14  | 10* | DNF | DNF | DNF | DNF | DNF | 11  |     |    |    |
| 1982   |     |     |     |     |     |     |     |     |     |     |     |     |     |     |     |    |    |
| DNF    | DNF | 3   |     | DNF | 1   | DNF | 2   | 15  | DNF | DNF | DNF | DNF | 5   | DNF | DNF |    |    |
| 1983   |     |     |     |     |     |     |     |     |     |     |     |     |     |     |     |    |    |
| DNF    | 10* | DNF | 13* | DNF | DNF | DNF | DNF | DNF | 3   | DNF | 9   | DNF | 7   | 1   |     |    |    |
| 1984   |     |     |     |     |     |     |     |     |     |     |     |     |     |     |     |    |    |
| DNF    | 4   | DNF | DNF | DNF | DNF | DNF | DNF | DNF | 12* | DNF | 10* | DNF | 3   | 6   | 8   |    |    |
| 1985   |     |     |     |     |     |     |     |     |     |     |     |     |     |     |     |    |    |
| DNF    | DNF | DNF | DNF | 10  | DNF | 11  | 9   | DNF | DNF | DNF | DNF | DNF | 9   | DNF | DNF |    |    |
| 1986   |     |     |     |     |     |     |     |     |     |     |     |     |     |     |     |    |    |
| DNF    | DNF | 6*  | DNF | 8   | DNF | 6   | 7   | DNF | DNF | DNF | DNF | DNF | DNF | 13* | DNF |    |    |
| 1987   |     |     |     |     |     |     |     |     |     |     |     |     |     |     |     |    |    |
| DNF    | 9   | DNF | DNF | 9   | DNF | DNF | DNF | 5   | DNF | DNF | DNF | 13  | 3   | 11* | 9*  |    |    |
| 1988   |     |     |     |     |     |     |     |     |     |     |     |     |     |     |     |    |    |
| DNF    | 13  | 6   | DNF | DNF | DNF | DNF | 8   | DNF | 6   | DNF | 7   | DNF | 5   | 6   | 4   |    |    |
| 1989   |     |     |     |     |     |     |     |     |     |     |     |     |     |     |     |    |    |
| DNF    | DNF | 15  | 2   | 2   | 2   | 3   | DNF | 4   | DNF | DNF | 4   | DNF | 5   | 2   | 3   |    |    |
| 1990   |     |     |     |     |     |     |     |     |     |     |     |     |     |     |     |    |    |
| 9      | 13* | 1   | DNF | DNF | 9   | 6   | DNF | 5   | 4   | DNF | 5   | 7   | 5   | 4   | 6   |    |    |
| 1991   |     |     |     |     |     |     |     |     |     |     |     |     |     |     |     |    |    |
| DNF    | 2   | DNF | DNF | 3   | 1   | 5   | DNF | 2   | 3   | 5   | DNF | 1   | 3   | 3   | 5   |    |    |
| 1992   |     |     |     |     |     |     |     |     |     |     |     |     |     |     |     |    |    |
| 2      | 2   | 2   | DNF | 2   | 3   | DNF | 2   | 2   | 8*  | DNF | 3   | 5   | DNF | 1   | DNF |    |    |
| 1993   |     |     |     |     |     |     |     |     |     |     |     |     |     |     |     |    |    |
| DNF    | DNF | 5   | DNF | 4   | DNF | DNF | 10  | 3   | 5   | 2   | 6   | 5   | 16* | DNF | 8*  |    |    |

| Legende  | Legende            | Legende                                                          |
| Farbe    | Abkürzung          | Bedeutung                                                        |
| -------- | ------------------ | ---------------------------------------------------------------- |
| Gold     | –                  | Sieg                                                             |
| Silber   | –                  | 2. Platz                                                         |
| Bronze   | –                  | 3. Platz                                                         |
| Grün     | –                  | Platzierung in den Punkten                                       |
| Blau     | –                  | Klassifiziert außerhalb der Punkteränge                          |
| Violett  | DNF                | Rennen nicht beendet (did not finish)                            |
| Violett  | NC                 | nicht klassifiziert (not classified)                             |
| Rot      | DNQ                | nicht qualifiziert (did not qualify)                             |
| Rot      | DNPQ               | in Vorqualifikation gescheitert (did not pre-qualify)            |
| Schwarz  | DSQ                | disqualifiziert (disqualified)                                   |
| Weiß     | DNS                | nicht am Start (did not start)                                   |
| Weiß     | WD                 | zurückgezogen (withdrawn)                                        |
| Hellblau | PO                 | nur am Training teilgenommen (practiced only)                    |
| Hellblau | TD                 | Freitags-Testfahrer (test driver)                                |
| ohne     | DNP                | nicht am Training teilgenommen (did not practice)                |
| ohne     | INJ                | verletzt oder krank (injured)                                    |
| ohne     | EX                 | ausgeschlossen (excluded)                                        |
| ohne     | DNA                | nicht erschienen (did not arrive)                                |
| ohne     | C                  | Rennen abgesagt (cancelled)                                      |
| ohne     | keine WM-Teilnahme |                                                                  |
| sonstige | P/fett             | Pole-Position                                                    |
| sonstige | 1/2/3/4/5/6/7/8    | Punktplatzierung im Sprint-/Qualifikationsrennen                 |
| sonstige | SR/kursiv          | Schnellste Rennrunde                                             |
| sonstige | *                  | nicht im Ziel, aufgrund der zurückgelegten Distanz aber gewertet |
| sonstige | ()                 | Streichresultate                                                 |
| sonstige | unterstrichen      | Führender in der Gesamtwertung                                   |

### Le-Mans-Ergebnisse
| Jahr | Team              | Fahrzeug               | Teamkollege        | Teamkollege  | Platzierung | Ausfallgrund         |
| ---- | ----------------- | ---------------------- | ------------------ | ------------ | ----------- | -------------------- |
| 1981 | Martini Racing    | Lancia Beta Montecarlo | Piercarlo Ghinzani | Hans Heyer   | Ausfall     | Zylinderkopfdichtung |
| 1982 | Martini Racing    | Lancia LC1             | Piercarlo Ghinzani | Hans Heyer   | Ausfall     | Motorschaden         |
| 1997 | Nissan Motorsport | Nissan R390 GT1        | Eric van de Poele  | Aguri Suzuki | Ausfall     | Ölpumpe              |

### Einzelergebnisse in der Sportwagen-Weltmeisterschaft
| Saison | Team   | Rennwagen              | 1   | 2   | 3   | 4   | 5   | 6   | 7   | 8   | 9   | 10  | 11  | 12  | 13  | 14  | 15  | 16  | 17  |
| ------ | ------ | ---------------------- | --- | --- | --- | --- | --- | --- | --- | --- | --- | --- | --- | --- | --- | --- | --- | --- | --- |
| 1979   | Lancia | Lancia Beta Montecarlo | DAY | SEB | MUG | TAL | DIJ | RIV | SIL | NÜR | LEM | PER | DAY | WAT | SPA | BRH | ROA | VAL | ELS |
| 1979   | Lancia | Lancia Beta Montecarlo |     |     |     |     |     |     | DNF | 18  |     | 2   |     |     |     | 5   |     |     |     |
| 1980   | Lancia | Lancia Beta Montecarlo | DAY | BRH | SEB | MUG | MON | RIV | SIL | NÜR | LEM | DAY | WAT | SPA | MOS | ROA | VAL | DIJ |     |
| 1980   | Lancia | Lancia Beta Montecarlo |     | 1   |     | 1   | 3   |     | DNF | 4   |     |     | 1   |     |     |     | 3   |     |     |
| 1981   | Lancia | Lancia Beta Montecarlo | DAY | SEB | MUG | MON | RIV | SIL | NÜR | LEM | PER | DAY | WAT | SPA | MOS | ROA | BRH |     |     |
| 1981   | Lancia | Lancia Beta Montecarlo | 18  |     |     | DNF |     | DNF | 11  | DNF |     |     | 1   |     |     |     |     |     |     |
| 1982   | Lancia | Lancia LC1             | MON | SIL | NÜR | LEM | SPA | MUG | FUJ | BRH |     |     |     |     |     |     |     |     |     |
| 1982   | Lancia | Lancia LC1             | DNF | 1   | 1   | DNF | 3   | DNF | 2   | 2   |     |     |     |     |     |     |     |     |     |
| 1983   | Lancia | Lancia LC2             | MON | SIL | NÜR | LEM | SPA | FUJ | KYA |     |     |     |     |     |     |     |     |     |     |
| 1983   | Lancia | Lancia LC2             | 9   | DNF | DNF |     | 7   |     | 2   |     |     |     |     |     |     |     |     |     |     |
| 1984   | Lancia | Lancia LC2             | MON | SIL | LEM | NÜR | BRH | MOS | SPA | IMO | FUJ | KYA | SAN |     |     |     |     |     |     |
| 1984   | Lancia | Lancia LC2             | DNF | DNF |     | 12  |     |     |     | DNF |     | 1   |     |     |     |     |     |     |     |
| 1985   | Lancia | Lancia LC2             | MUG | MON | SIL | LEM | HOK | MOS | SPA | BRH | FUJ | SEL |     |     |     |     |     |     |     |
| 1985   | Lancia | Lancia LC2             | DNF | 3   | 3   |     | DNF |     | 1   | 4   |     |     |     |     |     |     |     |     |     |